# Frans Veldman
Frans Veldman, né le 6 septembre 1921 à Flessingue (Pays-Bas) et mort le 25 janvier 2010 à Perpignan (Pyrénées-Orientales), est un thérapeute initiateur de l'haptonomie

## Haptonomie
Le terme haptonomie, dont l'étymologie grecque pourrait signifier « lois du toucher », renvoie dans un premier temps à un « contact tactile visant à rendre sain et entier ». Veldman utilise également le terme « psychotactile » pour décrire ce type de contact, puisqu'il demande tact, présence, transparence, prudence et respect.
La pratique de l'haptonomie consiste à entrer en relation par le toucher, le contact affectivo-psycho-tactile. Il ne s'agit pas d'un type de thérapie, mais d'une méthode qui vise à relaxer et faciliter la communication et le soin par le toucher.

Elle est surtout pratiquée dans le cadre néo-natal (accompagnement périnatal, premiers contacts du nouveau-né), parfois aussi dans l'accompagnement de fin de vie des personnes âgées.
Frans Veldman qui se définit lui-même comme un chercheur en sciences humaines, met au point son approche au début des années 1980 à la suite de sa rencontre avec des chercheurs du Groupe d'études et de recherche du nouveau-né (GRENN) animé par Danielle Rapoport et Bernard This. C'est dans ce cadre de l'accompagnement périnatal que cette approche se diffuse.

## Publications
- (nl) Haptonomie : Wetenschap van de affectiviteit, Uitgeverij Bijleveld, Utrecht, 1987  (ISBN 90-6131-976-5)
- Haptonomie : science de l’affectivité, traduit du néerlandais par Paul Scheurer, PUF, coll. « Hors collection », 1989  (ISBN 2-13-042375-2)
- Haptonomie. amour et raison, PUF, coll. « Hors collection », 2004  (ISBN 2130541666)